# Sandie Shaw
Sandie Shaw MBE, ursprungligen Sandra Ann Goodrich, född 26 februari 1947 i Dagenham i London, är en brittisk sångare. Shaw var aktiv från mitten av 1960-talet och är känd för hitlåtar som "Long Live Love" (1965) och "Puppet on a String", som hon vann Eurovisionschlagerfinalen med 1967 som första brittiska artist. Hon uppträdde ofta barfota och kallades ibland Barfotaflickan. på scen, vilket gav henne smeknamnet "Barfotaflickan". Hon var också känd för sitt stora modeintresse. Shaw hade under 1960-talet ett nära samarbete med låtskrivaren och producenten Chris Andrews, känd för låtarna "Pretty Belinda" och "'Yesterday Man".

## Biografi
Efter att hon vunnit en talangtävling fick hon skivkontrakt hos Pye Records 1964. Hennes genombrott kom med den andra singeln, en inspelning av Burt Bacharachs och Hal Davids "(There's) Always Something There to Remind Me". Låten blev etta på Englandslistan. Även nästa singel "Girl Don't Come" blev en stor brittisk hit.
I juni 1965 toppade hon åter Englandslistan med "Long Live Love". Nästa singel, "Message Understood" nådde plats 6 senare samma år. Flera av hennes singlar nådde även listplacering 1966. Hon fick dock inget större genombrott i USA, och koncentrerade sig således på den europeiska skivmarknaden. Hon spelade även in många av sina låtar på italienska, tyska och franska.
1967 vann hon Eurovisionsschlagerfestivalen med "Puppet on a String", och låten blev hennes tredje och sista singeletta i hemlandet. Hennes sista större framgång på 1960-talet var "Monsieur Dupont" 1969. Låten var ursprungligen tysk. Samma år gav hon också ut albumet Reviewing the Situation som bröt radikalt med hennes tidigare stil då hon spelade in musik av bland andra The Rolling Stones, Led Zeppelin och Bob Dylan. Efter ytterligare ett antal singlar upphörde hennes kontrakt hos Pye 1972.
Under 1970-talet drog sig Shaw tillbaka från rampljuset, men fick återigen ett uppsving under 1980-talet när hon spelade in "Hand In Glove", "I Don't Owe You Anything" och "Jeane" tillsammans med The Smiths.
2013 meddelade hon att hon pensionerar sig från artistlivet.

### Familj
Den 6 mars 1968 gifte hon sig med modedesignern Jeff Banks i London.:182 Deras dotter Gracie föddes i februari 1971. Äktenskapet upphörde 1978. 1982 gifte hon sig med Nik Powell, medgrundare till Virgin Group och ordförande i European Film Academy. De fick två barn innan de skildes 1995. Hennes tredje make blev psykologen Tony Bedford; de gifte sig 1996.

## Diskografi (i urval)
Studioalbum
- Sandie (1965)
- Me (1965)
- Love Me, Please Love Me (1967)
- The Sandie Shaw Supplement (1968)
- Reviewing the Situation (1969)
- Choose Life (1983)
- Hello Angel (1988)

Singlar (topp 20 på UK Singles Chart)
- "(There's) Always Something There to Remind Me" (UK #1) (1964)
- "Girl Don't Come" (UK #3) (1964)
- "I'll Stop at Nothing" (UK #4) (1965)
- "Long Live Love" (UK #1) (1965)
- "Message Understood" (UK #6) (1965)
- "Tomorrow" (UK #9) (1966)
- "Nothing Comes Easy" (UK #14) (1966)
- "Puppet on a String" (UK #1) (1967)
- "You've Not Changed" (UK #18) (1967)
- "Monsieur Dupont" (UK #6) (1969)

Samlingsalbum
- The Golden Hits of Sandie Shaw (1966)
- Puppet on a String (1967)
- 64/67 Complete Sandie Shaw Set (1993)
- Nothing Less Than Brilliant (1994)
- Pourvu Que Ça Dure – Chante En Français (2003)
- La Cantante Scalza – Canta In Italiano (2003)
- Wiedehopf Im Mai – Sandie Shaw Singt Auf Deutsch (2004)
- Marionetas En La Cuerda – Sandie Shaw Canta En Español (2004)
- Nothing Comes Easy (2004) (4-CD-Box 1964 – 1988)
- The Very Best of Sandie Shaw (2005)
- The Collection (2007)